# Zatoka Martela
Zatoka Martela (ang. Martel Inlet) – zatoka u południowych wybrzeży Wyspy Króla Jerzego, w północno-wschodniej części Zatoki Admiralicji, na wschód od Półwyspu Kellera.
Po raz pierwszy skartografowana w 1909 roku. U wybrzeży zatoki leży brazylijska stacja antarktyczna Comandante Ferraz.